# UE Engordany
Unió Esportiva Engordany ist ein andorranischer Fußballverein aus Escaldes-Engordany.
Nach mehreren Auf- und Abstiegen setzte sich der Club am Ende der Saison 2006/07 in zwei Relegationsspielen gegen den FC Encamp mit 2:1 und 3:3 durch und stieg erneut in die Primera Divisió auf. Nach der Saison 2012/13 stieg Engordany als Tabellenletzter wieder in die Segona Divisió ab. In der Spielzeit 2013/14 gelang wiederum der direkte Wiederaufstieg.

## Erfolge
- Pokalsieger: 2019

## Europapokalbilanz
| Saison  | Wettbewerb         | Runde                  | Gegner              | Gesamt | Hin     | Rück    |
| ------- | ------------------ | ---------------------- | ------------------- | ------ | ------- | ------- |
| 2018/19 | UEFA Europa League | Vorqualifikation       | SS Folgore/Falciano | 3:2    | 2:1 (H) | 1:1 (A) |
| 2018/19 | UEFA Europa League | 1. Qualifikationsrunde | FK Qairat Almaty    | 01:10  | 0:3 (H) | 1:7 (A) |
| 2019/20 | UEFA Europa League | Vorqualifikation       | SP La Fiorita       | 3:1    | 1:0 (A) | 2:1 (H) |
| 2019/20 | UEFA Europa League | 1. Qualifikationsrunde | Dinamo Tiflis       | 0:7    | 0:6 (A) | 0:1 (H) |
| 2020/21 | UEFA Europa League | Vorqualifikation       | FK Zeta Golubovci   | 1:3    | 1:3 (H) | 1:3 (H) |

Gesamtbilanz: 9 Spiele, 3 Siege, 1 Unentschieden, 5 Niederlagen, 8:23 Tore (Tordifferenz −15)